# Bristol (Virginia)
Bristol is een van de 38 onafhankelijke steden in de Amerikaanse staat Virginia. Bristol wordt doormidden gesneden door de staatsgrens tussen Virginia en Tennessee, waardoor de stad in essentie een dubbelstad vormt met haar naamgenoot aan de Tenneseese zijde. Beide Bristols tellen opgeteld ruim 44.000 inwoners (2020), al zijn het officieel dus aparte steden met elk een stadsbestuur.

## Demografie
Bij de volkstelling in 2000 werd het aantal inwoners vastgesteld op 17.367.
In 2006 is het aantal inwoners door het United States Census Bureau geschat op 17.496, een stijging van 129 (0,7%).
In 2020 waren er 17.219 inwoners.

## Geografie
Volgens het United States Census Bureau beslaat de plaats een oppervlakte van
34,1 km², waarvan 33,4 km² land en 0,7 km² water. Bristol ligt op ongeveer 512 m boven zeeniveau.
De stad ligt ten noorden van Bristol, Tennessee en wordt langs de drie andere zijden begrensd door Washington County. Bristol ligt in de Appalachen en wordt omgeven door een aantal heuvelruggen, zoals de Clayman Ridge.

## Plaatsen in de nabije omgeving
De onderstaande figuur toont nabijgelegen plaatsen in een straal van 28 km rond Bristol.